# Комбінований препарат
Комбінований препарат або комбінація з фіксованою дозою (КФД, англ. fixed-dose combination, FDC; інколи ФДП) — це лікарський засіб, що включає два або більше активних інгредієнти, об'єднаних в одній лікарській формі. Такі терміни, як «комбіновані ліки» або «комбінований лікарський засіб», КЛЗ(проте, КЛЗ в медицині має також інші значення), можуть бути загальним скороченням для продукту КФД (оскільки більшість комбінованих лікарських засобів на даний час є КФД), хоч останні більш точні, якщо насправді мають на увазі продукт масового виробництва, що має заздалегідь визначену комбінацію ліків та відповідних доз (на відміну від індивідуальної поліфармації за допомогою рецептури). І його також слід відрізняти від терміну «комбінований продукт» у медичних контекстах, який без додаткової специфікації може стосуватися продуктів, які поєднують різні види медичних виробів — наприклад, комбінації пристроїв/лікарських засобів на відміну від комбінацій ліки/ліки. Також, в англомовних країнах існує спеціалізоване поняття, якщо комбінований лікарський засіб (незалежно від того, чи є він у фіксованій дозі) — це «таблетки» (тобто таблетки або капсули), тоді це також свого роду «поліпіл» або комбопіл.
Спочатку комбіновані лікарські засоби з фіксованими дозами були розроблені для боротьби з одним захворюванням (наприклад, антиретровірусні КФД, що використовуються проти СНІДу). Однак, КФД також можуть бути націлені на кілька захворювань/станів. У випадках, коли КФД орієнтовані на декілька станів, такі стани часто можуть бути пов'язані — для збільшення кількості потенційних пацієнтів, які, ймовірно, будуть використовувати певний продукт КФД. Це пояснюється тим, що кожен продукт КФД виробляється масово, і як правило, вимагає наявності критичної маси потенційно придатних пацієнтів, щоб виправдати його виробництво, розповсюдження, запас, тощо.

## Приклади
Деякі приклади комбінованих препаратів:
- Аспірин/парацетамол/кофеїн
- Атолтівімаб/мафтівімаб/одесивімаб
- Карбідопа/леводопа/ентакапон
- Глюкоза/фруктоза/фосфорна кислота
- Елексакафтор/тезакафтор/івакафтор
- Індакатерол/мометазон
- Абакавір/ламівудин
- Тенофовір дизопроксил/емтрицитабін

Складні комбінації ліків (чотири або більше):
- Етамбутол/ізоніазид/піразінамід/рифампіцин
- Гіоссіамін/гексаметилентетрамін/фенілсаліцилат/метиленовий синій/бензойна кислота[en]

## Переваги
Окрім того, що вони є засобом щодо загальних переваг комбінованої терапії, специфічні переваги комбінованих лікарських засобів із фіксованими дозами (КФД) включають:
- Покращення режиму дотримання приймання ліків за рахунок зменшення навантаження пацієнтів щодо кількості таблеток для приймання та їх дії. Зауважте, що навантаження таблетками — це не тільки кількість таблеток, які необхідно прийняти, але й пов'язані з ними інші навантаження, такі як відстеження кількох ліків, розуміння їх різних «інструкцій», тощо.
- Можливість складання комбінованих профілів, наприклад, фармакокінетики, ефектів та побічних ефектів, які можуть бути специфічними для відносних доз у певному препараті КФД, що забезпечує більш простий огляд порівняно з аналізом профілів кожного окремого препарату окремо. Такі комбіновані профілі також можуть включати ефекти, викликані взаємодією між окремими препаратами, які можуть бути пропущені в окремих профілях лікарських засобів.
- Оскільки КФД розглядаються регулювальними органами (такими як Управління з контролю за продуктами та ліками у Сполучених Штатах), активні інгредієнти, що використовуються у КФД, навряд чи виявлятимуть несприятливу взаємодію між собою. Однак КФД можуть взаємодіяти з іншими лікарськими засобами, які приймає пацієнт, тому звичайні медичні та фармацевтичні запобіжні заходи проти взаємодії між лікарськими засобами або КФД залишаються виправданими.
- Фармацевтична компанія може розробити лікарські засоби КФД як спосіб фактичного розширення прав власності та товарності лікарського засобу. Оскільки КФД можуть бути захищені патентами, компанія може отримати ексклюзивні права на продаж певного КФД або його складу, навіть якщо окремі активні інгредієнти та багато їх терапевтичних застосувань можуть бути поза патентом.

## Недоліки
- Можливо, не існує КФД з відповідними препаратами та/або у найбільш відповідній силі для конкретного пацієнта, що може призвести до того, що деякі пацієнти отримують занадто багато інгредієнта, а інші — занадто мало, як зазначає англ. ААО що КФД «обмежують можливості клініцистів налаштовувати схеми дозування».[6] У таких випадках альтернативною можливістю (замість КФД) є використання «поліпілів», що складаються на замовлення, приготованих фармацевтом за рецептом (фармацевтична суміш[en] — це практика приготування індивідуальних лікарських засобів для окремих пацієнтів, які можуть допомогти у поліфармації.)
- Якщо побічна реакція на лікарський засіб виникає при застосуванні КФД, може бути важко визначити активний інгредієнт, відповідальний за виникнення реакції. Цю проблему можна усунути шляхом індивідуального початку приймання ліків та моніторингу реакцій, а потім переходу на КФД, якщо жодних проблем не спостерігалося (припускаючи, звичайно, що це активний інгредієнт, що викликає проблему).
- Вчені практики стикаються з проблемами на етапах розробки лікарських форм з кількома лікарськими засобами. Такими як проблеми сумісності між активними інгредієнтами та допоміжними речовинами, що впливають на розчинність та нерозчинність.[7]
- Якщо один із препаратів КФД протипоказаний пацієнту, весь КФД не можна призначати.

## АТС
У класифікації АТС спеціально передбачено систему кодування для комбінованих лікарських препаратів.